# Jason Bonham
Jason Bonham (Dudley, 15 juli 1966) is de zoon van John Bonham, de in 1980 overleden drummer van Led Zeppelin. Hij drumde vanaf zijn 5e jaar, te zien in de Led Zeppelin concertfilm The Song Remains the Same. In 1985 sloot hij zich aan bij de Britse rockband Virginia Wolf. Ze maakten samen twee studioalbums en toerden in de Verenigde Staten als support-act voor de band The Firm.
Vanaf 1988 trad hij diverse malen als drummer op bij reünieconcerten van Led Zeppelin. Daarnaast had hij tussen 1989 en 1997 een eigen band, Bonham. Het debuutalbum van die groep, The Disregard of Timekeeping, was goed voor een gouden plaat.
In 2006 verscheen het vijfde studioalbum, getiteld "You & Me" van Joe Bonamassa waarop Jason Bonham de drumpartijen op zich mocht nemen.
In 2009 stichtte Glen Hughes samen met Bonamassa de band Black Country Communion, een Amerikaans-Brits hardrockproject. Jason Bonham en Derek Sherinian werden op advies van producer Kevin Shirley aan de band toegevoegd en het eerste optreden vond plaats als encore van een concert van Bonamassa in maart 2010. In mei 2010 werd de naam Black Country Communion officieel en het eerste album volgde op 20 september van dat jaar. Tussen 2013 en 2016 had de band een pauze in verband met onderlinge verschillen. Bonamassa wilde meer solo doen, terwijl Hughes juist graag de band meer aandacht wilde geven. In 2016 kwam de groep weer samen en in 2017 kwam het nieuwste album uit genaamd "BCCIV".
In 2010 stichtte Bonham de groep Jason Bonham's Led Zeppelin Evening, een tributeband voor de muziek Led Zeppelin. De live-band trad voor het eerst op in het laatste kwartaal van dat jaar. In 2011 trad de band wereldwijd op. In 2016 trad de band nog zeer regelmatig op in Noord-Amerika.
In 2012 traden de zussen Ann en Nancy Wilson (Heart) op tijdens de Kennedy Center Honors als eerbetoon aan Led Zeppelin. Ze speelden Stairway to Heaven in een arrangement met strijkers en koor. Op drums speelde Jason Bonham mee. In het publiek zaten de leden van Led Zeppelin en Michelle en Barack Obama.